# Gymnoscelis deleta
Gymnoscelis deleta là một loài bướm đêm trong họ Geometridae.